# Petronilla von Holland
Petronilla von Holland (auch Gertrud von Oberlothringen bzw. Elsass) (* um 1082; † 23. Mai 1144) war Gräfin von Holland und 1122 bis 1133 Regentin der Grafschaft.

## Leben
Sie wurde als Tochter des Herzogs Dietrich II. von Oberlothringen und Angehörige des sächsischen Adelsgeschlechts der Billunger geboren und auf den Namen Gertrud getauft. Sie war eine Halbschwester des Sachsenkaisers Lothar von Süpplinburg; gemeinsame Mutter war Hedwig von Formbach.
1113 heiratete sie Graf Florentius II. von Holland. Für ihren minderjährigen Sohn Dietrich VI. führte sie nach Florens Tod 1122 bis 1125 offiziell die Amtsgeschäfte als Grafenwitwe von Lothringen von Holland-Zeeland und Friesland, gemeinsam mit den Grafen von Egmond, Rijnsburg und Middelburg. 1122/23 geriet die Grafschaft Holland in die Missgunst des deutschen Kaisers Heinrich V., da sie sich an Frankreich anlehnte. Dass ihr Halbbruder überraschend 1125 als Nachfolger Heinrichs V. gewählt wurde, stärkte dann wieder ihre und die Position ihres Sohnes. Sie unterstützte 1127 den kaiserlichen Kandidaten Dietrich von Lothringen im Flandern-Erbkrieg. Petronillas jüngerer Sohn Florenz der Schwarze kämpfte als Graf von Friesland für die Unabhängigkeit der Region. Er war Führer des Widerstandes gegen Holland und bezog somit gegen seinen eigenen Bruder und seine Mutter Stellung.
Petronilla gründete das Kloster Rijnsburg, wohin sie sich 1133 zurückzog, als ihr Sohn das Regierungsamt voll übernahm. Hier wurde sie auch beerdigt.

## Nachkommen
- Dietrich VI. (* um 1110; † 6. August 1157)
- Florenz der Schwarze (* um 1115; † 26. Oktober 1133)
- Simon († unbekannt) – Kanoniker in Utrecht
- Hedwig († 1132) – Nonne zu Rijnsburg